# Synagelides tianmu
Synagelides tianmu är en spindelart som beskrevs av Song D. 1990. Synagelides tianmu ingår i släktet Synagelides och familjen hoppspindlar. Inga underarter finns listade i Catalogue of Life.